# Saison 2010-2011 du Limoges CSP Élite
La saison 2010-2011 du CSP Limoges voit le retour du club limougeaud en Pro A, plus haut niveau du basket-ball français, division que le club a quitté à la suite de la saison 2003-2004.
| Numéro      | Nom                  | Né en                | Taille               | Nationalité          | Poste                |
| ----------- | -------------------- | -------------------- | -------------------- | -------------------- | -------------------- |
| _           | Zack Wright          | 05/02/85             | 1,83 m               | États-Unis           | 1                    |
| _           | Xane d'Almeida       | 21/01/83             | 1,83 m               | France / Sénégal     | 1                    |
| _           | Stanley Dubois       | 02/04/90             | 1,88 m               | France               | 1/2                  |
| _           | Cedrick Banks        | 16/12/81             | 1,90 m               | États-Unis           | 2                    |
| _           | Lucas Durand         | 24/04/90             | 1,92 m               | France               | 2/3                  |
| _           | Karim Souchu         | 30/03/79             | 1,98 m               | France               | 2/3                  |
| _           | Raphaël Desroses     | 18/10/80             | 1,99 m               | France               | 3                    |
| _           | Aurélien Salmon      | 16/02/87             | 2,03 m               | France               | 4                    |
| _           | R. T. Guinn          | 19/02/81             | 2,08 m               | États-Unis           | 4/5                  |
| _           | Chris Massie         | 09/10/77             | 2,06 m               | États-Unis           | 5                    |
| _           | Frédéric Weis        | 22/06/77             | 2,18 m               | France               | 5                    |
| _           | Ralph Biggs          | 02/02/76             | 1,99 m               | États-Unis           | 3                    |
| _           | Ronnie Taylor        | 31/10/81             | 1,88 m               | États-Unis           | 1/2                  |
| _           | Robert Hite          | 12/01/84             | 1,88 m               | États-Unis           | 2                    |
| _           | Dwayne Curtis        | 01/04/85             | 2,04 m               | États-Unis           | 4/5                  |
| _           | Ndudi Ebi            | 18/06/84             | 2,06 m               | Angleterre/ Nigeria  | 4                    |
| _           | Tommy Adams          | 15/01/80             | 1,91 m               | États-Unis           | 2                    |
| _           | Travarus Bennett     | 09/10/79             | 2,02 m               | États-Unis           | 3                    |
| Encadrement |                      |                      |                      |                      |                      |
| Entraîneur  | Éric Girard          | Éric Girard          | Éric Girard          | Éric Girard          | Éric Girard          |
| Adjoint     | Bertrand Van Butsele | Bertrand Van Butsele | Bertrand Van Butsele | Bertrand Van Butsele | Bertrand Van Butsele |